# Déséquilibre fiscal (Canada)
Pour les articles homonymes, voir Déséquilibre fiscal.
Le déséquilibre fiscal (fiscal imbalance en anglais) est le terme utilisé au Canada pour exiger qu'une part plus substantielle des revenus du gouvernement fédéral soit redistribuée aux provinces.  L'expression est surtout utilisée par la classe politique de certaines provinces depuis le milieu des années 1990, alors que le gouvernement canadien a rapidement éliminé son déficit budgétaire en réduisant considérablement sa participation aux postes budgétaires de juridiction provinciale, en particulier les dépenses de santé et d'éducation.
Il faut distinguer le déséquilibre fiscal de la péréquation, qui vise plutôt à redistribuer une partie des revenus de provinces « riches » vers les provinces plus « pauvres ».  Certains gouvernements provinciaux ont également exigé une réforme de la péréquation canadienne à la suite d'une croissance économique plus marquée dans certaines provinces ; en particulier, l'Alberta a complètement remboursé sa dette grâce à ses gigantesques revenus pétroliers et le marché immobilier de la Colombie-Britannique a subi une forte hausse à la suite de l'afflux de riches immigrants asiatiques sur son territoire.

## Contexte fiscal
Selon la théorie du déséquilibre fiscal, le gouvernement fédéral engrange des surplus importants, notamment en coupant dans ses contributions aux provinces, les laissant avec des responsabilités beaucoup trop coûteuses pour leurs ressources. Cette théorie fut développée dans le rapport Séguin, commandé par l'ancien premier ministre du Québec, Bernard Landry. Le rapport fut complété sous l'égide de l'ancien ministre des finances libéral Yves Séguin. Le gouvernement fédéral nie l'existence de ce déséquilibre, considérant que les gouvernements provinciaux et fédéral ont accès aux mêmes sources de revenus et que les deux niveaux de gouvernement font face à des pressions financières importantes, ainsi que des ressources limitées.
Une situation semblable a existé pendant les années 1920 et durant la Grande Dépression, lorsque le nouvel État-providence imposa de sérieux fardeaux aux provinces, tandis que le gouvernement fédéral continuait d'engranger des surplus. Ceci donna lieu à la Commission Rowell-Sirois, de 1937 à 1941. Le résultat le plus important de cette commission fut que les restrictions imposées aux provinces sur la façon de récolter des revenus furent levées, et le coûteux programme d'assurance-emploi fut transféré des provinces au fédéral.
Ensuite, en 1953-1956, la Commission Tremblay, lancée par le gouvernement Duplessis, étudie «le problème des relations fédérales-provinciales au Canada du point de vue fiscal, dans le cadre de la lutte menée par Québec contre la politique centralisatrice d’après-guerre du gouvernement fédéral».
Par la suite, de manière récurrente, chaque parti au pouvoir a reconnu le problème de déséquilibre fiscal (sans nécessairement utiliser exactement cette expression) : à cet effet, on peut trouver des déclarations des premiers ministres Lesage, Johnson, Bertrand, Bourassa, Lévesque, Bouchard, Landry... qui font des constats similaires.
Au cours des dernières années, le déséquilibre fiscal a été un dossier majeur reconnu par tous les partis représentés à l'Assemblée nationale du Québec. Le Parti libéral du Québec (PLQ) propose de travailler avec le gouvernement fédéral pour résoudre le problème en augmentant les transferts fédéraux vers Québec. Yves Séguin, ancien ministre des finances libéral, propose un transfert du contrôle de la Taxe sur les produits et services (TPS), une taxe sur la valeur ajoutée, du gouvernement fédéral vers le gouvernement du Québec. Le Parti québécois (PQ) soutient que l'indépendance du Québec résoudra le problème, puisque tous les pouvoirs d'imposition reviendront au gouvernement du Québec. L'Assemblée Nationale vote unanimement (PQ, PLQ, ADQ) le 8 août 2002 sur une motion dénonçant le déséquilibre fiscal.
Tous les partis politiques fédéraux majeurs, sauf le Parti libéral du Canada, reconnaissent l'existence d'un déséquilibre fiscal entre le gouvernement fédéral et les provinces, et proposent des plans pour le réduire. Le Bloc québécois, un parti s'étant donné comme mandat de défendre les intérêts du Québec au niveau fédéral, est probablement le plus grand dénonciateur de la situation. 
Au début du XXIe siècle, le Premier ministre du Canada Paul Martin et les libéraux fédéraux préfèrent plutôt parler d'une « pression » fiscale sur les provinces, refusant ainsi d'admettre une responsabilité du gouvernement canadien. En acceptant un amendement au discours du Trône après l'élection de 2004, les libéraux fédéraux reconnurent officiellement la réalité de la situation. Ils affirment qu'il est impossible qu'un vrai déséquilibre fiscal puisse exister, puisque les gouvernements provinciaux ont accès aux mêmes sources de revenus que le gouvernement fédéral. Contrairement à des situations similaires dans le passé, le problème ne serait pas structurel mais politique[réf. nécessaire] : les gouvernements provinciaux refusent de risquer leur popularité en augmentant leurs impôts et veulent plutôt que l'argent provienne du gouvernement fédéral. Les libéraux fédéraux blâment aussi partiellement les baisses d'impôts accordées par plusieurs gouvernements provinciaux.
De 2004 à 2011, aucun gouvernement majoritaire n'a été élu au parlement fédéral. Les partis au pouvoir n'ayant pas suffisamment de sièges pour imposer leurs plans, ils ont consenti à revoir la position du gouvernement fédéral en ce qui concerne les transferts aux provinces, étant sous la menace d'être défaits lors d'un vote de non-confiance. 
Parmi les solutions potentielles, celle qui est la plus souvent mise de l'avant par la plupart des premiers ministres provinciaux est une augmentation importante des transferts du gouvernement fédéral vers les provinces. Ceci est arrivé graduellement, le gouvernement fédéral ayant augmenté régulièrement ses transferts pour les soins de santé. Le Bloc québécois appuie la suggestion d'Yves Séguin de transférer le contrôle de la TPS aux provinces. Gordon Campbell, premier ministre de la Colombie-Britannique, a proposé que le gouvernement fédéral assume la responsabilité pour les programmes qui pourvoient des produits pharmaceutiques aux personnes à faible revenu, aux personnes âgées et aux personnes handicapées, programmes qui se trouvent actuellement sous responsabilité provinciale.
À partir de 2014, on se remet à dénoncer le déséquilibre fiscal : d'abord le ministre des finances Nicolas Marceau en février, puis le Conseil de la fédération en août.